# Round Island (Scilly-Inseln)
Round Island ist eine unbewohnte Insel und eine der nördlichsten der vor der Südwestspitze Englands gelegenen Scilly-Inseln. Die 40 m hohe Granitinsel wird durch den Leuchtturm Round Island Light geprägt, welcher 1887 hier errichtet wurde und seit 1987 vollautomatisch arbeitet.